# Enmienda Platt

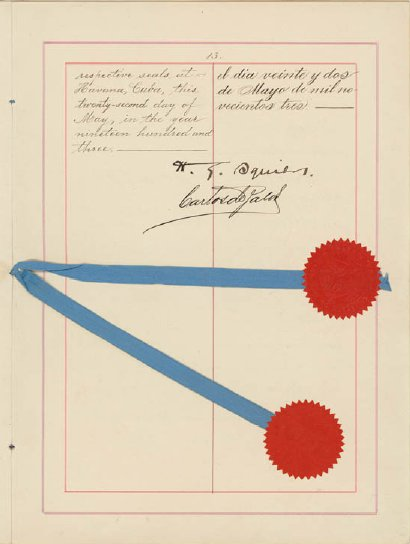
Páginas 1 y 2 de la enmienda Platt

La Enmienda Platt fue una disposición legal votada en 1901 por el Congreso de los Estados Unidos y agregada a la Constitución de Cuba de 1901, durante el gobierno de Tomás Estrada Palma y en el período de la primera ocupación militar estadounidense en la isla (1899-1902), para responder a los intereses estadounidenses en Cuba tras la independencia de la isla (1898). El 29 de mayo de 1934 Estados Unidos y Cuba firmaron el Tratado de Relaciones de 1934 (vigente desde el 9 de junio de 1934) que en su artículo primero deroga el Tratado de Relaciones de 1903 y la Enmienda Platt.

## Desarrollo histórico
El desenlace de la Guerra hispano-estadounidense, conllevó la obtención por parte de Estados Unidos de varios territorios españolas. Entre ellas se encontraba la isla de Cuba, que cambió de manos después de la firma del Tratado de París, el 10 de diciembre de 1898.
Para iniciar la guerra, los estadounidenses aprobaron en el Congreso y el Senado la Resolución Conjunta. Es entonces cuando, con ayuda de los insurrectos, desembarcan y realizan un bloqueo naval a la isla. Con el apoyo de los mambises ocupan militarmente el país.
La Enmienda Platt se aprueba bajo el chantaje de los Estados Unidos de no desocupar militarmente la isla hasta que no se aprobara. Para ganarse a la opinión pública, producen una intensa campaña propagandística, en la cual hablaban de la incapacidad de los cubanos para terminar la guerra y critican el método de la Reconcentración, llevado a cabo por España. Tras esto, el fundador de la Cruz Roja pidió permiso para auxiliar a las víctimas de la Reconcentración, siéndole negada la autorización.

## Precedentes
Los Estados Unidos aprueban la Resolución Conjunta el 19 de abril de 1898. Era una verdadera declaración de guerra a España, en la cual no se reconocían las intenciones representativas del pueblo cubano.
La guerra tiene un carácter multilateral porque no se desarrolla solamente en el plano militar sino que también existe la guerra diplomática, psicológica, económica y propagandística.

## Propuesta

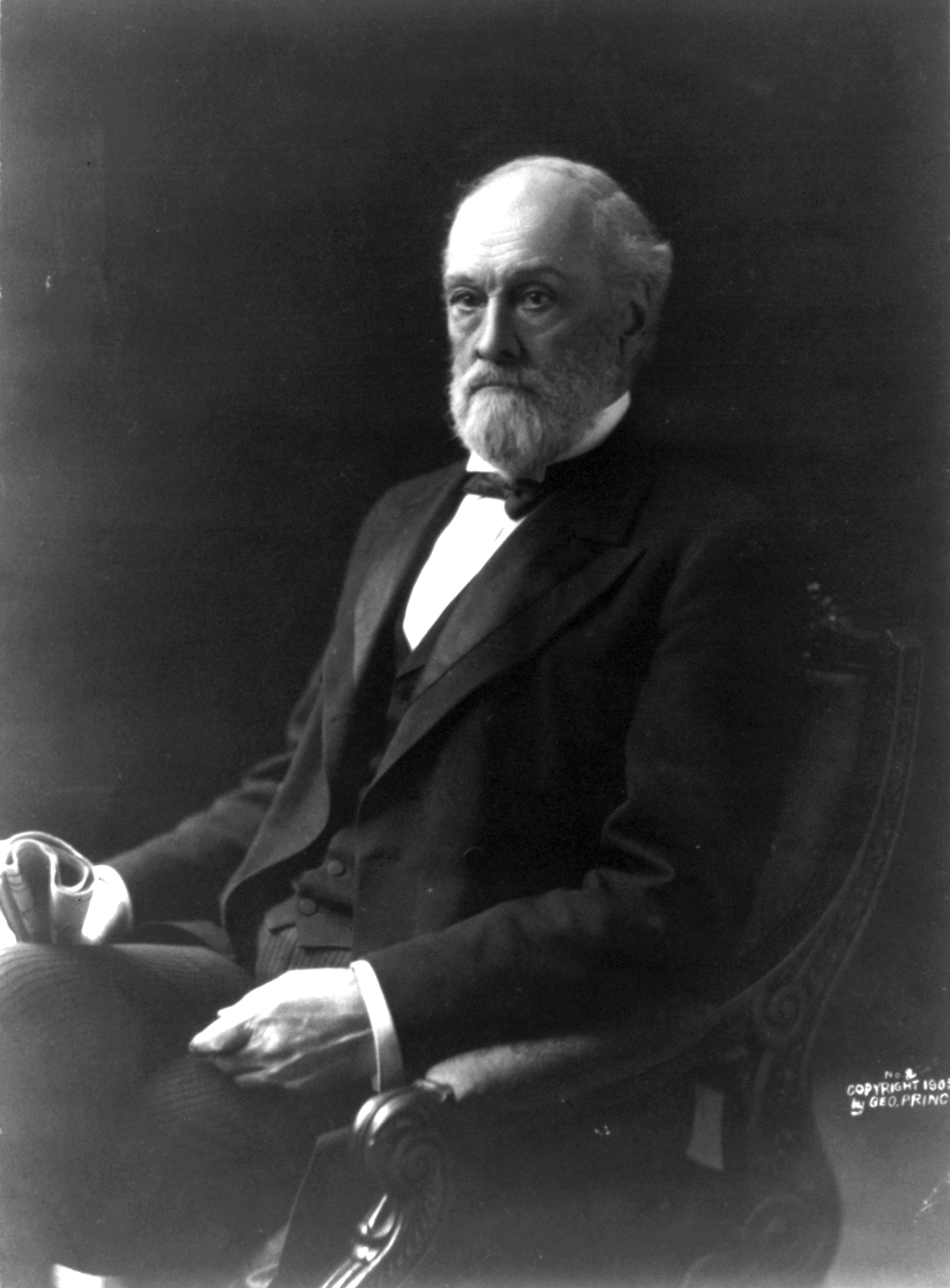
Orville H. Platt.

El 28 de febrero de 1901, el senador estadounidense Orville H. Platt propone enmendar la Ley de Gastos Militares, incluyendo en esta una cláusula que regulara las relaciones entre el nuevo estado independiente cubano y los Estados Unidos.
Esta Enmienda recibe el apoyo del legislativo estadounidense y de la presidencia, tras lo cual el gobernador militar de Cuba entrega la Resolución a la Convención Constituyente. Los representantes cubanos la reciben sin un ápice de agrado, debido a varias de sus condiciones:
- No contempla la jurisdicción única del territorio de la provincia de Cuba bajo dominio español, excluyendo de hecho la Isla de Pinos del resto de la jurisdicción.Artículo VI: ...la Isla de Pinos será omitido de los límites de Cuba propuestos por la Constitución, dejándose para un futuro arreglo por Tratado la propiedad de la misma.
- Condiciona el arrendamiento de ciertos servicios.Artículo VII: ...para poner en condiciones a los EE.UU. de mantener la independencia de Cuba y proteger al pueblo de la misma, así como para su propia defensa, el Gobierno de Cuba venderá o arrendará a los EE.UU. las tierras necesarias para carboneras o estaciones navales en ciertos puntos determinados que se convendrán con el presidente de los EE.UU.
- Permite la intervención política y militar:Artículo III: ...el Gobierno de Cuba consiente que los Estados Unidos pueden ejercitar el derecho de intervenir para la conservación de la independencia cubana, el mantenimiento de un Gobierno adecuado para la protección de vidas, propiedad y libertad individual y para cumplir las obligaciones que, con respecto a Cuba, han sido impuestas a los EE.UU. por el Tratado de París y que deben ahora ser asumidas y cumplidas por el Gobierno de Cuba.
- Restringe las relaciones exteriores:Artículo I: ...el Gobierno de Cuba nunca celebrará con ningún Poder o Poderes extranjeros ningún Tratado u otro convenio que pueda menoscabar o tienda a menoscabar la independencia de Cuba ni en manera alguna autorice o permite a ningún Poder o Poderes extranjeros, obtener por colonización o para propósitos militares o navales, o de otra manera, asiento en o control sobre ninguna porción de dicha Isla.
- Limita la deuda pública:Artículo II: ...dicho Gobierno no asumirá o contraerá ninguna deuda pública para el pago de cuyos intereses y amortización definitiva después de cubiertos los gastos corrientes del Gobierno, resulten inadecuados los ingresos ordinarios.

## Aprobación
El 8 de junio de 1901, el Secretario de Guerra estadounidense proclama que la ley deberá cumplirse tal cual fue aprobada por el legislativo, no estando el Poder Ejecutivo legitimado para modificarla, de tal manera que esta enmienda se convierte en condición de facto para la devolución de la soberanía. Finalmente, el 12 de junio, la Convención decide incorporar esta enmienda a la constitución, con 16 votos a favor y 11 en contra .

## Modificaciones

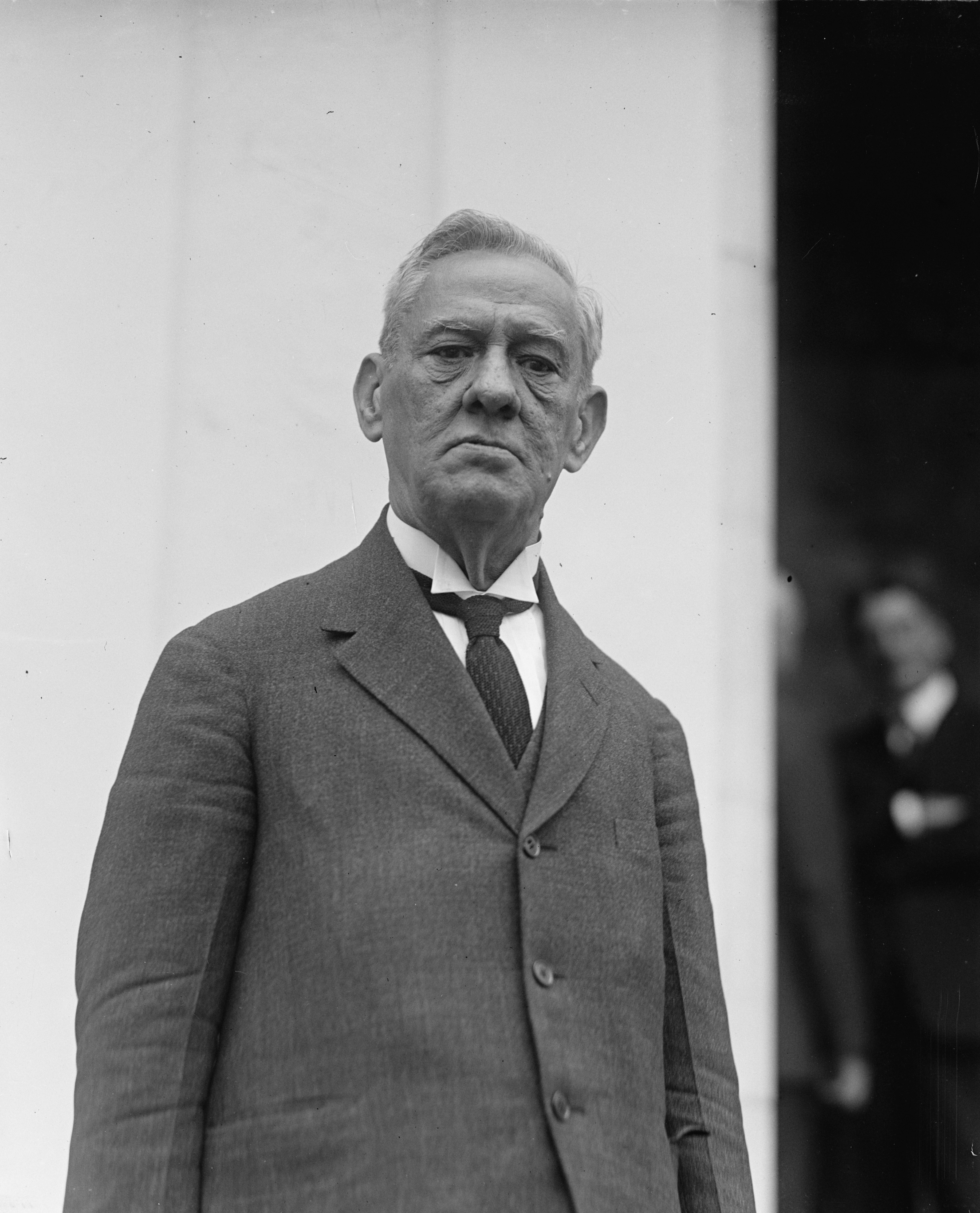
Presidente de Cuba Alfredo Zayas y Alfonso.

En 1925 se aprueba en el Senado de Estados Unidos el Tratado Hay-Quesada que recupera para Cuba la soberanía de la Isla de Pinos. Esto sucede durante el gobierno de Alfredo Zayas y Alfonso y este hace un acto frente al palacio presidencial donde agradecía el gesto del gobierno de los Estados Unidos, contra el cual protestan Julio Antonio Mella y Rubén Martínez Villena.

## Tratados
El Primer Presidente de Cuba, después de la ocupación militar de los Estados Unidos, Tomás Estrada Palma, aprobó 3 tratados que permitieron el fortalecimiento de la Enmienda Platt.
- Tratado de Reciprocidad Comercial (11 de diciembre de 1902).
- Tratado Permanente (11 de mayo de 1903).
- Tratado de Arrendamiento de Bases Navales y Carboneras (16 de febrero de 1903).

## Oposición

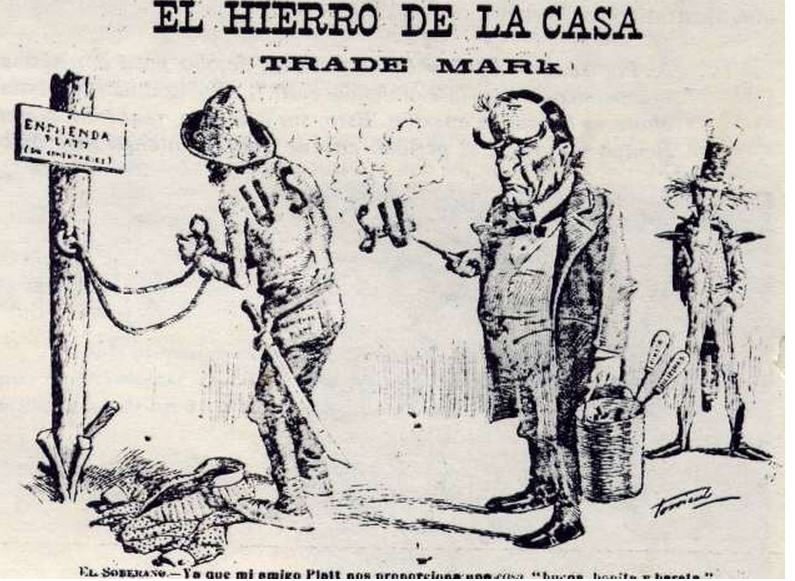
Caricatura protestando por la Enmienda.

Figuras conocidas del panorama intelectual cubano hicieron valer su oposición a la Enmienda Platt:
- Juan Gualberto Gómez realizó una brillante ponencia sobre el tema.
- Salvador Cisneros Betancourt en su escrito «Voto particular contra la Enmienda Platt».
- Manuel Sanguily se opuso al Tratado de Reciprocidad Comercial.

## Derogación
La mayoría de las disposiciones de la Enmienda Platt fueron derogadas en 1934 cuando se negoció el Tratado de Relaciones Cubano-Americanas de 1934 entre los Estados Unidos y Cuba como parte de la política de buena vecindad del presidente estadounidense Franklin D. Roosevelt hacia América Latina.José Manuel Cortina y otros miembros de la Convención Constituyente cubana de 1940 eliminaron la Enmienda Platt de la nueva constitución cubana.